# Partenariato per la pace

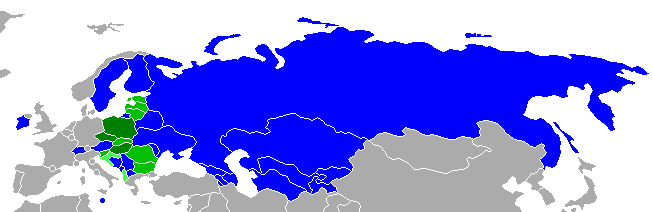
Mappa dei membri del Partenariato per la pace.

Il Partenariato per la pace (in inglese Partnership for Peace - PfP, in francese Partenariat pour la paix - PpP) è un programma il cui fine è creare fiducia tra la NATO, gli Stati europei che non hanno aderito all'Alleanza Atlantica e la ex Unione Sovietica; al momento le nazioni membro sono 18. Fu proposta su iniziativa degli Stati Uniti durante l'incontro dei ministri della difesa svoltosi a Travemünde (Germania) il 20 e 21 ottobre 1993, e formalmente costituita il 10-11 gennaio 1994 (vertice NATO di Bruxelles). Sedici stati che erano membri del PfP (Albania, Bulgaria, Repubblica Ceca, Croazia, Estonia, Ungheria, Lettonia, Lituania, Macedonia del Nord, Montenegro, Polonia, Romania, Slovacchia, Slovenia, Finlandia e Svezia) hanno in seguito aderito alla NATO.
Il 26 aprile 1995 Malta diviene membro PpP, ma ne esce il 27 ottobre 1996 al fine di meglio preservare la sua sicurezza. Il 20 marzo 2008 Malta decide di riattivare la sua affiliazione al gruppo PfP (ciò viene accettato dalla NATO durante il vertice di Bucarest del 3 aprile 2008).
Durante la riunione della NATO tenutasi a Riga il 20 novembre 2006, la Bosnia ed Erzegovina, il Montenegro e la Serbia sono invitati ad aderire al PpP: questi Stati entrano nel partenariato il 14 dicembre 2006.

## Firmatari del documento quadro del Partenariato per la pace

### Membri attuali
- Armenia (5 ottobre 1994)[7]
- Austria (10 febbraio 1995)[7]
- Azerbaigian (4 maggio 1994)[7]
- Bielorussia (11 gennaio 1995)[7]
- Bosnia ed Erzegovina (14 dicembre 2006)[7]
- Georgia (23 marzo 1994)[7]
- Irlanda (1º dicembre 1999)[7]
- Kazakistan (27 maggio 1994)[7]
- Kirghizistan (1º giugno 1994)[7]
- Malta (aderisce al PpP il 26 aprile 1995[2], ne esce il 27 ottobre 1996[3]; decide di riaffiliarsi il 20 marzo 2008[4] [accettato dalla NATO durante il vertice di Bucarest del 3 aprile 2008[5]])
- Moldavia (16 marzo 1994)[7]
- Russia (22 giugno 1994)[7]
- Serbia (14 dicembre 2006)[7]
- Svizzera (11 dicembre 1996)[7]
- Tagikistan (20 febbraio 2002)[7]
- Turkmenistan (10 maggio 1994)[7]
- Ucraina (8 febbraio 1994)[7]
- Uzbekistan (13 luglio 1994)[7]

### Paesi già membriPpPdiventati membri NATO
- Polonia (membro PfP dal 2 febbraio 1994, NATO dal 12 marzo 1999)[7]
- Rep. Ceca (10 marzo 1994, 12 marzo 1999)[7]
- Ungheria (8 febbraio 1994, 12 marzo 1999)[7]
- Bulgaria (14 febbraio 1994, 29 marzo 2004)[7]
- Estonia (3 febbraio 1994, 29 marzo 2004)[7]
- Lettonia (14 febbraio 1994, 29 marzo 2004)[7]
- Lituania (27 gennaio 1994, 29 marzo 2004)[7]
- Romania (26 gennaio 1994, 29 marzo 2004)[7]
- Slovacchia (9 febbraio 1994, 29 marzo 2004)[7]
- Slovenia (30 marzo 1994, 29 marzo 2004)[7]
- Albania (23 febbraio 1994, 4 aprile 2009)[7]
- Croazia (25 maggio 2000, 4 aprile 2009)
- Montenegro (14 dicembre 2006, 5 giugno 2017)[7]
- Macedonia del Nord (15 novembre 1995, 27 marzo 2020)[7]
- Finlandia (9 maggio 1994, 4 aprile 2023)[7]
- Svezia (9 maggio 1994, 7 marzo 2024)[7]